# Matviivka, Sverdlovsk
Matviivka (în ucraineană Матвіївка) este localitatea de reședință a comunei Matviivka din raionul Sverdlovsk, regiunea Luhansk, Ucraina.

## Demografie
Componența lingvistică a localității Matviivka
     Rusă (76,99%)
     Ucraineană (21,34%)
Conform recensământului din 2001, majoritatea populației localității Matviivka era vorbitoare de rusă (76,99%), existând în minoritate și vorbitori de ucraineană (21,34%) și armeană (1,67%).